# Dhayo
Dhayo (ook: Bulo Daio, Daio) is een dorp in het district Sablaale in de gobolka (regio) Neder-Shabelle in Zuid-Somalië.
Dhayo ligt aan de rivier de Shabelle, hemelsbreed 36 km ten westen van Baraawe en 204 km ten zuidwesten van Mogadishu. Het dorp ligt 28 km van de kust van de Indische Oceaan. De kuststrook zelf is vrijwel onbewoond. Dorpen in de buurt zijn Haaway (1,3 km) en Mardhabaan (12,9 km). In de omgeving zijn veel dorpen verdwenen, die vaak nog wel op landkaarten staan, zoals Awal Buley, Shiikh Cabdi, Yataan, Biliq Roboow, Cusman Jeelle, Kawaaloow, Laab Kaban, Maftan en Malmalle.
Klimaat: Dhayo heeft een tropisch savanneklimaat. De gemiddelde jaartemperatuur is 26,5 °C. April is de warmste maand, gemiddeld 28,1 °C; augustus is het koelste, gemiddeld 25,0 °C. De jaarlijkse regenval bedraagt ca. 506 mm (ter vergelijking: in Nederland ca. 800 mm). Van december t/m maart is er een lang droog seizoen, direct gevolgd door een nat seizoen van april-juni. In de periode juli-november regent het af en toe, maar lijkt geen sprake van een echt regenseizoen. Mei is de natste maand met ca. 113 mm neerslag. Overigens kan e.e.a. van jaar tot jaar sterk verschillen.